# Slobodan Rajković
Slobodan Rajković (Belgrád, 1989. február 3. –) visszavonult szerb válogatott labdarúgó.

## Pályafutása

### Klubcsapatokban
Rajković a szerb OFK Beograd akadémiáján nevelkedett. 2007 és 2011 között az angol élvonalbeli Chelsea FC labdarúgója volt, azonban pályára nem lépett a klub mezében, többnyire holland élvonalbeli csapatokban szerepelt kölcsönben. Kétszeres holland bajnok; 2008-ban a PSV Eindhoven, 2010-ben pedig az FC Twente csapatával lett első. 2011 és 2015 között összesen ötvenhét Bundesliga mérkőzésen szerepelt a Hamburger SV és a Darmstadt csapatában. Az UEFA-bajnokok ligájában öt mérkőzésen szerepelt; 2007-ben egy mérkőzésen a PSV, valamint 2020-ban négy mérkőzésen a Lokomotyiv Moszkva színeiben. 2022 januártól visszavonulásáig a magyar élvonalbeli MTK labdarúgója volt.

### Válogatott
Többszörös szerb utánpótlás-válogatott. 2007-ben tagja volt a 2007-es U21-es labdarúgó-Európa-bajnokságon ezüstérmes csapatnak, valamint részt vett a 2008. évi nyári olimpiai játékokon is. 2008 és 2016 között tizenkilenc alkalommal lépett pályára a szerb felnőtt válogatottban.

## Sikerei, díjai
PSV Eindhoven
- Holland bajnok: 2007–08

 FC Twente
- Holland bajnok: 2009–10